# شين هوزي
شين هوزي (بالإنجليزية: Sean Huze)‏ هو ممثل أمريكي، ولد في 18 يناير 1975 في الولايات المتحدة.

## أعمال

### أفلام
- (2010) الأيام الثلاثة القادمة

## وصلات خارجية
- شين هوزي على موقع IMDb (الإنجليزية)
- شين هوزي على موقع قاعدة بيانات الفيلم (الإنجليزية)